# Labastide-du-Temple
Labastide-du-Temple – miejscowość i gmina we Francji, w regionie Oksytania, w departamencie Tarn i Garonna. W 2013 roku jej populacja wynosiła 1178 mieszkańców. Przez gminę przepływa rzeka Tarn. 